# Daniel Burnand
Pour les articles homonymes, voir Burnand (homonymie).
Daniel Burnand, né à Paris le 2 décembre 1888 et mort dans cette même ville le 8 décembre 1918, est un peintre et illustrateur suisse.

## Biographie
Daniel Burnand est le fils d'Eugène Burnand et de Julia Antonine Girardet. Son père, ainsi que son oncle Jules Girardet sont artistes peintres. 
Avec son frère jumeau David, il passe son enfance à Montpellier, puis sa scolarité au Collège de Neuchâtel. Il étudie la peinture avec son père, en Suisse et à Florence. De retour à Paris, il entre aux Beaux-Arts chez Luc-Olivier Merson, puis en 1914 chez Paul Desvallières. Lorsqu'éclate la Première Guerre mondiale il part avec son frère David pour New York jusqu'en 1915. Il meurt célibataire au domicile de ses parents, rue Denfert-Rochereau le 8 décembre 1918, à l'âge de 30 ans